# The Weavers

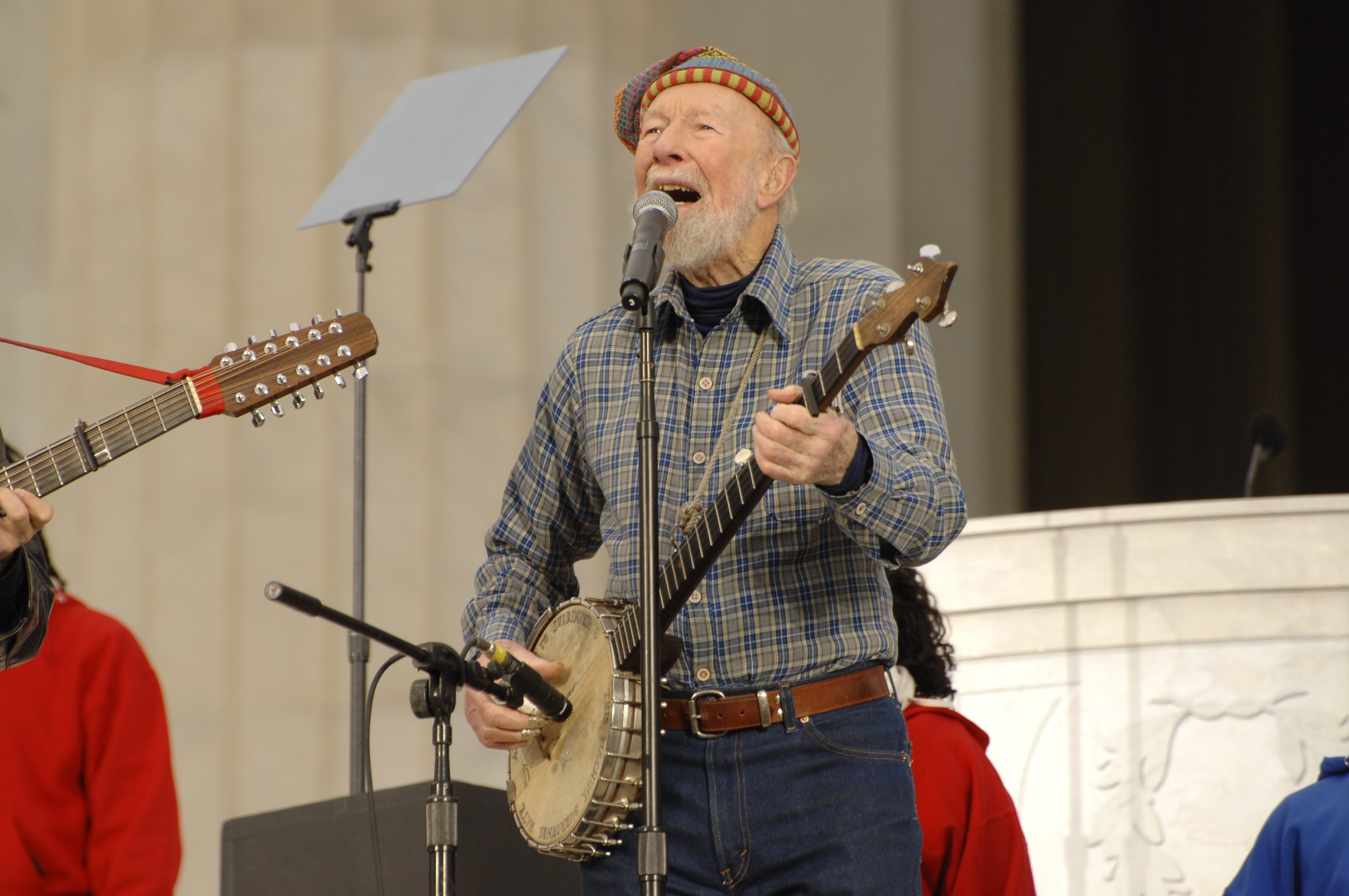
Pete Seeger 2009

The Weavers var en amerikansk folkmusikgrupp bildad 1948 i New York. Gruppen bestod ursprungligen av Ronnie Gilbert, Lee Hays, Fred Hellerman och Pete Seeger. 
Till en början hade gruppen svårt att hitta arbete men i slutet av 1949 fick man en spelning på jazzklubben the Village Vanguard, vilken gick så bra att de fick fortsätta spela där under resten av vintern och våren. De fick därefter att skivkontrakt med Decca Records, och snart sin första hit "Goodnight Irene" som följdes av "Tzena Tzena Tzena". Gruppen blev snabbt mycket populär och sålde miljontals skivor. De hade en stor roll i populariseringen av folkmusiken, vilket banade väg för grupper som the Kingston Trio och, i förlängningen, Bob Dylan.
Deras politiska åsikter, långt ute på vänsterkanten i amerikansk politik, blev dock kontroversiella. Trots försök med att stryka de mer kontroversiella låtarna ur repertoaren, vilket ledde till stark kritik från vänsterpressen, blev de under McCarthy-eran svartlistade av den amerikanska staten. Man började få svårt att få spelningar och 1952 upplöstes gruppen. Man återförenades tre år senare för en spelning på Carnegie Hall. Antikommunismen hade nu svalnat något och man gjorde återigen succé, vilket ledde till skivkontrakt med Vanguard Records. Seeger lämnade gruppen 1958 för att återuppta sin solokarriär och han ersattes av Erik Darling. 1964 upplöstes gruppen återigen.
Senast gruppen återförenades var 1980, för ett par spelningar på Carnegie Hall. Året därpå avled Hays och sedan dess har inga nya planer för gruppen funnits.